# Джерело № 2 (Косівська Поляна)
Джерело № 2 — гідрологічна пам'ятка природи місцевого значення. Об'єкт розташований на території Рахівського району Закарпатської області, с. Косівська Поляна, ДП «Великобичківське ЛМГ», Косівсько-Полянське лісництво, квартал 16, виділ 25, урочище «Подерей».
Площа — 0,5 га, статус отриманий у 1984 році.